# Brusden-White
Brusden-White ist der Herausgeber von Briefmarkenkatalogen aus Australien. Diese Briefmarkenkataloge beschäftigen sich vor allem mit den Ausgaben von Australien.
Das Unternehmen wurde im Jahre 1926 gegründet und befindet sich heute in Sydney. Berühmt wurde es vor allem durch die Ausgabe des The Australian Commonwealth Specialists' Catalogue. Dieser Spezialkatalog setzt sich zurzeit aus neun Bänden zusammen, wobei ein Band ausführlichst einen kleinen Ausschnitt der australischen Briefmarkenausgaben ab 1901 behandelt.